# Abbott Elementary
Abbott Elementary es una serie de televisión de comedia de situación estadounidense creada y protagonizada por Quinta Brunson, junto con Tyler James Williams, Janelle James, Lisa Ann Walter, Chris Perfetti y Sheryl Lee Ralph. Se estrenó el 7 de diciembre de 2021 en ABC.
La primera temporada fue nominada a siete Premios Primetime Emmy, ganando tres. En febrero de 2024, la serie fue renovada para una cuarta temporada que se estrenó el 9 de octubre de 2024. En enero de 2025, la serie fue renovada para una quinta temporada.

## Sinopsis
La serie sigue a un grupo de profesores de una escuela pública con escasa financiación, decididos a ayudar a sus alumnos a tener éxito en la vida.

## Elenco

### Principal
- Quinta Brunson como Janine Teagues, profesora de segundo grado
- Tyler James Williams como Gregory Eddie, profesor suplente, más tarde de tiempo completo, de primer grado
- Janelle James como Ava Coleman, directora de la escuela
- Lisa Ann Walter como Melissa Schemmenti, profesora de segundo grado
- Chris Perfetti como Jacob Hill, profesor de historia
- Sheryl Lee Ralph como Barbara Howard, profesora de jardín infantil
- William Stanford Davis como Sr. Johnson (temporada 2–presente; recurrente, temporada 1), conserje de la escuela

### Recurrente
- Zack Fox como Tariq Temple
- Reggie Hayes como Denzel Collins (temporada 1)
- Iyana Halley como Taylor Howard (temporada 1)
- Larry Owens como Zach
- Nikea Gamby-Turner como Shanae (temporada 2; invitada, temporada 1)
- Reggie Conquest como Devin (temporada 2; invitado, temporada 1)
- Nate' Jones como Amber (temporada 2; invitada, temporada 1)
- Ambrit Millhouse como Alley Williams (temporada 2; invitada, temporada 1)
- Lauren Weedman como Kristin Marie (temporada 2)
- Keyla Monterroso Mejia como Ashley Garcia (temporada 2)
- Courtney Taylor como Erika (temporada 2)

## Episodios

### Temporadas
| Temporada | Temporada | Episodios | Episodios | Emisión original         | Emisión original    |
| Temporada | Temporada | Episodios | Episodios | Primera emisión          | Última emisión      |
| --------- | --------- | --------- | --------- | ------------------------ | ------------------- |
|           | 1         | 13        | 13        | 7 de diciembre de 2021   | 12 de abril de 2022 |
|           | 2         | 22        | 22        | 21 de septiembre de 2022 | 19 de abril de 2023 |
|           | 3         | 14        | 14        | 7 de febrero de 2024     | 22 de mayo de 2024  |
|           | 4         | 22        | 22        | 9 de octubre de 2024     | 16 de abril de 2025 |

### Primera temporada (2021–22)
| N.º en serie | N.º en temp. | Título                   | Dirigido por     | Escrito por      | Fecha de emisión original | Código de prod. | Audiencia (millones) |
| ------------ | ------------ | ------------------------ | ---------------- | ---------------- | ------------------------- | --------------- | -------------------- |
| 1            | 1            | «Pilot»                  | Randall Einhorn  | Quinta Brunson   | 7 de diciembre de 2021    | T11.10144       | 2.88                 |
| 2            | 2            | «Light Bulb»             | Randall Einhorn  | Quinta Brunson   | 4 de enero de 2022        | T12.17153       | 3.45                 |
| 3            | 3            | «Wishlist»               | Randall Einhorn  | Morgan Murphy    | 11 de enero de 2022       | T12.17154       | 2.97                 |
| 4            | 4            | «New Tech»               | Randall Einhorn  | Brian Rubenstein | 18 de enero de 2022       | T12.17152       | 3.02                 |
| 5            | 5            | «Student Transfer»       | Randall Einhorn  | Brittani Nichols | 25 de enero de 2022       | T12.17155       | 3.06                 |
| 6            | 6            | «Gifted Program»         | Matt Sohn        | Jordan Temple    | 1 de febrero de 2022      | T12.17156       | 2.77                 |
| 7            | 7            | «Art Teacher»            | Jennifer Celotta | Kate Peterman    | 8 de febrero de 2022      | T12.17157       | 2.61                 |
| 8            | 8            | «Work Family»            | Jay Karas        | Justin Tan       | 15 de febrero de 2022     | T12.17158       | 2.31                 |
| 9            | 9            | «Step Class»             | Shahrzad Davani  | Joya McCrory     | 22 de febrero de 2022     | T12.17159       | 3.06                 |
| 10           | 10           | «Open House»             | Jennifer Celotta | Brian Rubenstein | 22 de marzo de 2022       | T12.17160       | 2.64                 |
| 11           | 11           | «Desking»                | Melissa Kosar    | Morgan Murphy    | 29 de marzo de 2022       | T12.17161       | 2.54                 |
| 12           | 12           | «Ava vs. Superintendent» | Matthew Cherry   | Brittani Nichols | 5 de abril de 2022        | T12.17162       | 2.58                 |
| 13           | 13           | «Zoo Balloon»            | Randall Einhorn  | Jordan Temple    | 12 de abril de 2022       | T12.17163       | 2.78                 |

### Segunda temporada (2022–23)
| N.º en serie | N.º en temp. | Título                   | Dirigido por    | Escrito por      | Fecha de emisión original | Código de prod. | Audiencia (millones) |
| ------------ | ------------ | ------------------------ | --------------- | ---------------- | ------------------------- | --------------- | -------------------- |
| 14           | 1            | «Development Day»        | Randall Einhorn | Quinta Brunson   | 21 de septiembre de 2022  | T12.17551       | 2.92                 |
| 15           | 2            | «Wrong Delivery»         | Randall Einhorn | Brian Rubenstein | 28 de septiembre de 2022  | T12.17552       | 2.54                 |
| 16           | 3            | «Story Samurai»          | Jay Karas       | Jordan Temple    | 5 de octubre de 2022      | T12.17553       | 2.63                 |
| 17           | 4            | «The Principal's Office» | Shahrzad Davani | Brittani Nichols | 12 de octubre de 2022     | T12.17554       | 2.63                 |
| 18           | 5            | «Juice»                  | Jay Karas       | Ava Coleman      | 19 de octubre de 2022     | T12.17555       | 2.54                 |
| 19           | 6            | «Candy Zombies»          | Shahrzad Davani | Kate Peterman    | 26 de octubre de 2022     | T12.17556       | 2.88                 |
| 20           | 7            | «Attack Ad»              | Matt Sohn       | Justin Tan       | 2 de noviembre de 2022    | T12.17557       | 2.66                 |
| 21           | 8            | «Egg Drop»               | Randall Einhorn | Joya McCrory     | 16 de noviembre de 2022   | T12.17558       | 2.66                 |
| 22           | 9            | «Sick Day»               | Randall Einhorn | Riley Dufurrena  | 30 de noviembre de 2022   | T12.17559       | 2.56                 |
| 23           | 10           | «Holiday Hookah»         | Randall Einhorn | Brian Rubenstein | 7 de diciembre de 2022    | T12.17560       | 2.63                 |
| 24           | 11           | «Read-A-Thon»            | Dime Davis      | Garrett Werner   | 4 de enero de 2023        | T12.17561       | 3.12                 |
| 25           | 12           | «Fight»                  | Melissa Kosar   | Jordan Temple    | 11 de enero de 2023       | T12.17562       | 2.94                 |
| 26           | 13           | «Fundraiser»             | Randall Einhorn | Brittani Nichols | 18 de enero de 2023       | T12.17563       | 3.05                 |
| 27           | 14           | «Valentine's Day»        | Justin Tan      | Justin Tan       | 8 de febrero de 2023      | T12.17565       | 3.22                 |
| 28           | 15           | «Fire»                   | Jen Celotta     | Ava Coleman      | 15 de febrero de 2023     | T12.17564       | 2.76                 |
| 29           | 16           | «Teacher Conference»     | Randall Einhorn | Kate Peterman    | 22 de febrero de 2023     | T12.17566       | 2.62                 |
| 30           | 17           | «Mural Arts»             | Geeta Malik     | Joya McCrory     | 1 de marzo de 2023        | T12.17567       | 2.48                 |
| 31           | 18           | «Teacher Appreciation»   | Randall Einhorn | Morgan Murphy    | 8 de marzo de 2023        | T12.17568       | 2.79                 |
| 32           | 19           | «Festival»               | Randall Einhorn | Brian Rubenstein | 15 de marzo de 2023       | T12.17569       | 2.67                 |
| 33           | 20           | «Educator of the Year»   | Claire Scanlon  | Jordan Temple    | 5 de abril de 2023        | T12.17570       | 2.72                 |
| 34           | 21           | «Mom»                    | Ken Whittingham | Ava Coleman      | 12 de abril de 2023       | T12.17571       | 2.74                 |
| 35           | 22           | «Franklin Institute»     | Randall Einhorn | Brittani Nichols | 19 de abril de 2023       | T12.17572       | 2.90                 |

### Tercera temporada (2024)
| N.º en serie | N.º en temp. | Título                       | Dirigido por        | Escrito por                     | Fecha de emisión original | Código de prod.    | Audiencia (millones) |
| ------------ | ------------ | ---------------------------- | ------------------- | ------------------------------- | ------------------------- | ------------------ | -------------------- |
| 3637         | 12           | «Career Day»                 | Randall Einhorn     | Quinta Brunson                  | 7 de febrero de 2024      | T12.18301T12.18302 | 2.81                 |
| 38           | 3            | «Gregory's Garden Goofballs» | Justin Tan          | Brian Rubenstein                | 14 de febrero de 2024     | T12.18303          | 2.71                 |
| 39           | 4            | «Smoking»                    | Randall Einhorn     | Jordan Temple                   | 21 de febrero de 2024     | T12.18304          | 2.34                 |
| 40           | 5            | «Breakup»                    | Jen Celotta         | Brittani Nichols                | 28 de febrero de 2024     | T12.18305          | 2.33                 |
| 41           | 6            | «Willard R. Abbott»          | Matt Sohn           | Ava Coleman                     | 10 de marzo de 2024       | T12.18307          | 6.90                 |
| 42           | 7            | «Librarian»                  | Karan Soni          | Morgan Murphy                   | 13 de marzo de 2024       | T12.18306          | 2.27                 |
| 43           | 8            | «Panel»                      | Claire Scanlon      | Kate Peterman                   | 20 de marzo de 2024       | T12.18308          | 2.29                 |
| 44           | 9            | «Alex»                       | Randall Einhorn     | Justin Tan                      | 10 de abril de 2024       | T12.18309          | 2.27                 |
| 45           | 10           | «2 Ava 2 Fest»               | Ken Whittingham     | Joya McCrory                    | 17 de abril de 2024       | T12.18310          | 2.24                 |
| 46           | 11           | «Double Date»                | Razan Ghalayini     | Garrett Werner                  | 1 de mayo de 2024         | T12.18311          | 2.49                 |
| 47           | 12           | «Mother's Day»               | Richie Edelson      | Riley Dufurrena                 | 8 de mayo de 2024         | T12.18312          | 2.67                 |
| 48           | 13           | «Smith Playground»           | Jaime Eliezer Karas | Brian Rubenstein                | 15 de mayo de 2024        | T12.18313          | 2.33                 |
| 49           | 14           | «Party»                      | Randall Einhorn     | Chad Morton y Rebekka Pesqueira | 22 de mayo de 2024        | T12.18314          | 2.62                 |

### Cuarta temporada (2024–25)
| N.º en serie | N.º en temp. | Título                    | Dirigido por           | Escrito por                      | Fecha de emisión original | Código de prod. | Audiencia (millones) |
| ------------ | ------------ | ------------------------- | ---------------------- | -------------------------------- | ------------------------- | --------------- | -------------------- |
| 50           | 1            | «Back to School»          | Randall Einhorn        | Quinta Brunson                   | 9 de octubre de 2024      | T12.19401       | 2.13                 |
| 51           | 2            | «Ringworm»                | Randall Einhorn        | Brian Rubenstein                 | 16 de octubre de 2024     | T12.19402       | 2.00                 |
| 52           | 3            | «Class Pet»               | Matt Sohn              | Jordan Temple                    | 23 de octubre de 2024     | T12.19403       | 1.91                 |
| 53           | 4            | «Costume Contest»         | Randall Einhorn        | Brittani Nichols                 | 30 de octubre de 2024     | T12.19404       | 1.89                 |
| 54           | 5            | «Dad Fight»               | Justin Tan             | Ava Coleman                      | 6 de noviembre de 2024    | T12.19405       | 2.04                 |
| 55           | 6            | «The Deli»                | Patrick Schumacker     | Kate Peterman                    | 13 de noviembre de 2024   | T12.19406       | 2.21                 |
| 56           | 7            | «Winter Show»             | Randall Einhorn        | Justin Tan                       | 4 de diciembre de 2024    | T12.19407       | 2.91                 |
| 57           | 8            | «Winter Break»            | Randall Einhorn        | Joya McCroy                      | 4 de diciembre de 2024    | T12.19408       | 2.59                 |
| 58           | 9            | «Volunteers»              | Randall Einhorn        | Garrett Werner                   | 8 de enero de 2025        | T12.19409       | 3.76                 |
| 59           | 10           | «Testing»                 | Randall Keenan Winston | Morgan Murphy                    | 15 de enero de 2025       | T12.19410       | 2.85                 |
| 60           | 11           | «Strike»                  | Jennifer Celotta       | Riley Dufurrena                  | 22 de enero de 2025       | T12.19411       | 2.91                 |
| 61           | 12           | «Girard Creek»            | Randall Einhorn        | Chad Morton                      | 29 de enero de 2025       | T12.19412       | 2.63                 |
| 62           | 13           | «The Science Fair»        | Tyler James Williams   | Brian Rubenstein                 | 5 de febrero de 2025      | T12.19413       | 2.72                 |
| 63           | 14           | «District Budget Meeting» | Richie Edelson         | Rebekka Pesqueira                | 12 de febrero de 2025     | T12.19414       | 2.72                 |
| 64           | 15           | «100th Day of School»     | Randall Einhorn        | Lizzy Darrell                    | 26 de febrero de 2025     | T12.19415       | 2.33                 |
| 65           | 16           | «Books»                   | Dime Davis             | Jordan Temple                    | 5 de marzo de 2025        | T12.19416       | 2.42                 |
| 66           | 17           | «Karaoke»                 | Matthew Pexa           | Brittani Nichols                 | 12 de marzo de 2025       | T12.19417       | 2.52                 |
| 67           | 18           | «Audit»                   | Jaime Eliezer Karas    | Ava Coleman                      | 19 de marzo de 2025       | T12.19418       | 2.46                 |
| 68           | 19           | «Music Class»             | Brittani Nichols       | Kate Peterman                    | 26 de marzo de 2025       | T12.19419       | 2.28                 |
| 69           | 20           | «Ava Fest: Tokyo Drift»   | Randall Einhorn        | Justin Tan                       | 2 de abril de 2025        | T12.19420       | 2.33                 |
| 70           | 21           | «Rally»                   | Claire Scanlon         | Joya McCrory                     | 9 de abril de 2025        | T12.19421       | 2.48                 |
| 71           | 22           | «Please Touch Museum»     | Randall Einhorn        | Riley Dufurrena y Garrett Werner | 16 de abril de 2025       | T12.19422       | 2.19                 |

## Producción
El 3 de septiembre de 2020, un piloto de comedia de trabajo sin título protagonizado por Brunson recibió un piloto de venta en ABC con Brunson, Justin Halpern y Patrick Schumacker como productores ejecutivos. En febrero de 2021, se anunció que ABC había ordenado la producción de un piloto, teniendo como título provisional Harrity Elementary. En marzo de 2021, Tyler James Williams, Janelle James, Lisa Ann Walter, Chris Perfetti y Sheryl Lee Ralph se unieron al elenco principal. En mayo de 2021, se anunció que se había ordenado la serie. Las grabaciones iniciaron el 16 de agosto de 2021, y concluyeron el 5 de noviembre de 2021. En noviembre de 2021, se anunció a William Stanford Davis como un personaje recurrente.
El 14 de marzo de 2022, ABC renovó la serie para una segunda temporada. El 20 de julio de 2022, se anunció que William Stanford Davis, quien interpreta al Sr. Johnson, el conserje, sería ascendido al elenco principal. El 21 de julio de 2022, ABC ordenó un total de 22 episodios para la segunda temporada, dándole una orden de temporada completa. El 11 de enero de 2023, ABC renovó la serie para una tercera temporada. La tercera temporada se estrenó el 7 de febrero de 2024. El 10 de febrero de 2024, ABC renovó la serie para una cuarta temporada. La cuarta temporada se estrenó el 9 de octubre de 2024. El 21 de enero de 2025, ABC renovó la serie para una quinta temporada.

## Recepción

### Respuesta crítica
| Temporada | Temporada | Rotten Tomatoes   | Metacritic      |
| --------- | --------- | ----------------- | --------------- |
|           | 1         | 98% (46 reseñas)  | 80 (16 reseñas) |
|           | 2         | 100% (23 reseñas) | 88 (10 reseñas) |
|           | 3         | 100% (10 reseñas) | 82 (7 reseñas)  |
|           | 4         | 100% (8 reseñas)  | 86 (4 reseñas)  |

La serie tiene una puntuación media del 99% en Rotten Tomatoes y del 83 en Metacritic.
En Rotten Tomatoes la primera temporada tiene un índice de aprobación del 98%, basado en 46 reseñas, con una calificación promedio de 8.1/10. Según el consenso crítico de la página web, «Abbott Elementary obtiene la máxima puntuación por su crítica empática y a la vez desgarradora del sistema educativo estadounidense, además de algún mérito extra por la hábil gestión de la dinámica «ellos sí, ellos no»». Metacritic, que utiliza un promedio ponderado, asignó una puntuación de 80 sobre 100 basada en 16 críticas, lo que indica «críticas generalmente favorables».
En Rotten Tomatoes la segunda temporada tiene un índice de aprobación del 100%, basado en 23 reseñas, con una calificación promedio de 8.6/10. Según el consenso crítico de la página web, «La clases están de vuelta y los valientes maestros de Abbott Elementary siguen siendo una absoluta delicia, con la inteligente y dulce sensibilidad de la creadora y estrella Quinta Brunson perfeccionada a la perfección». Por su parte, Metacritic asignó una puntuación de 88 sobre 100 basada en 10 críticas, lo que indica «aclamación universal».
En Rotten Tomatoes la tercera temporada tiene un índice de aprobación del 100%, basado en 10 reseñas, con una calificación promedio de 8.4/10. Según el consenso crítico de la página web, «Abbott Elementary ha hecho su tarea en la longevidad de la comedia de situación, la búsqueda de nuevas complicaciones para su banda de educadores, mientras que profundiza en ellos como personas bien redondeadas en lugar de caricaturas cómicas». Por su parte, Metacritic asignó una puntuación de 82 sobre 100 basada en 7 críticas, lo que indica «aclamación universal».

### Audiencias
| Temporada | Horario (ET)                                            | Episodios | Primera emisión          | Primera emisión      | Última emisión      | Última emisión       | Ranking | Promedio de espectadores (millones) | Adultos de 18–49 años (promedio) |
| Temporada | Horario (ET)                                            | Episodios | Fecha                    | Audiencia (millones) | Fecha               | Audiencia (millones) | Ranking | Promedio de espectadores (millones) | Adultos de 18–49 años (promedio) |
| --------- | ------------------------------------------------------- | --------- | ------------------------ | -------------------- | ------------------- | -------------------- | ------- | ----------------------------------- | -------------------------------- |
| 1         | martes 9:00 p. m.                                       | 13        | 7 de diciembre de 2021   | 2.88                 | 12 de abril de 2022 | 2.78                 | 66      | 3.84                                | 0.8                              |
| 2         | miércoles 9:00 p. m.                                    | 22        | 21 de septiembre de 2022 | 2.92                 | 19 de abril de 2023 | 2.90                 | 57      | 3.95                                | 0.8                              |
| 3         | miércoles 9:00 p. m.                                    | 14        | 7 de febrero de 2024     | 2.81                 | 22 de mayo de 2024  | 2.62                 | 54      | 3.96                                | 0.7                              |
| 4         | miércoles 9:30 p. m. (2024) miércoles 8:30 p. m. (2025) | 22        | 9 de octubre de 2024     | 2.13                 | 16 de abril de 2025 | 2.19                 |         |                                     |                                  |

### Premios y nominaciones
| Premiación                                              | Año  | Categoría | Nominado(s) | Resultado | Ref.            |
| ------------------------------------------------------- | ---- | --- | --- | --------- | --------------- |
| American Film Institute Awards                          | 2023 | Los 10 mejores programas de televisión | «Abbott Elementary» | Ganador   | [ 107 ]         |
| AARP Movies for Grownups Awards                         | 2023 | Mejor actriz (TV/Streaming) | Sheryl Lee Ralph | Ganadora  | [ 108 ] [ 109 ] |
| AARP Movies for Grownups Awards                         | 2023 | Mejor serie de televisión | «Abbott Elementary» | Nominado  | [ 108 ] [ 109 ] |
| Premios Artios                                          | 2023 | Mejor casting - Piloto de televisión y primera temporada de serie de comedia                                                               | Wendy O'Brien | Nominada  | [ 110 ]         |
| Premios Artios                                          | 2024 | Mejor casting - Serie de comedia | Wendy O'Brien | Nominada  | [ 111 ]         |
| Premios Astra                                           | 2022 | Mejor serie de comedia | «Abbott Elementary» | Ganadora  | [ 112 ]         |
| Premios Astra                                           | 2022 | Mejor actriz - Serie de comedia | Quinta Brunson | Ganadora  | [ 112 ]         |
| Premios Astra                                           | 2022 | Mejor actor de reparto - Serie de comedia                                                                                                  | Chris Perfetti | Nominado  | [ 112 ]         |
| Premios Astra                                           | 2022 | Mejor actor de reparto - Serie de comedia                                                                                                  | Tyler James Williams | Nominado  | [ 112 ]         |
| Premios Astra                                           | 2022 | Mejor actriz de reparto - Serie de comedia                                                                                                 | Janelle James | Ganadora  | [ 112 ]         |
| Premios Astra                                           | 2022 | Mejor actriz de reparto - Serie de comedia                                                                                                 | Sheryl Lee Ralph | Nominada  | [ 112 ]         |
| Premios Astra                                           | 2022 | Mejor dirección - Serie de comedia | Randall Einhorn (por «Pilot») | Nominado  | [ 112 ]         |
| Premios Astra                                           | 2022 | Mejor guion - Serie de comedia | Quinta Brunson (por «Pilot») | Ganadora  | [ 112 ]         |
| Premios Astra                                           | 2023 | Mejor serie de comedia | «Abbott Elementary» | Ganadora  | [ 113 ] [ 114 ] |
| Premios Astra                                           | 2023 | Mejor actriz - Serie de comedia | Quinta Brunson | Ganadora  | [ 113 ] [ 114 ] |
| Premios Astra                                           | 2023 | Mejor actor de reparto - Serie de comedia                                                                                                  | Tyler James Williams | Ganador   | [ 113 ] [ 114 ] |
| Premios Astra                                           | 2023 | Mejor actor de reparto - Serie de comedia                                                                                                  | William Stanford Davis | Nominado  | [ 113 ] [ 114 ] |
| Premios Astra                                           | 2023 | Mejor actriz de reparto - Serie de comedia                                                                                                 | Janelle James | Nominada  | [ 113 ] [ 114 ] |
| Premios Astra                                           | 2023 | Mejor actriz de reparto - Serie de comedia                                                                                                 | Lisa Ann Walter | Nominada  | [ 113 ] [ 114 ] |
| Premios Astra                                           | 2023 | Mejor actriz de reparto - Serie de comedia                                                                                                 | Sheryl Lee Ralph | Nominada  | [ 113 ] [ 114 ] |
| Premios Astra                                           | 2023 | Mejor dirección - Serie de comedia | Randall Einhorn (por «Teacher's Conference») | Nominado  | [ 113 ] [ 114 ] |
| Premios Astra                                           | 2023 | Mejor guion - Serie de comedia | Quinta Brunson (por «Development Day») | Nominada  | [ 113 ] [ 114 ] |
| Premios Astra                                           | 2024 | Mejor serie de comedia | «Abbott Elementary» | Nominada  | [ 115 ]         |
| Premios Astra                                           | 2024 | Mejor actriz - Serie de comedia | Quinta Brunson | Ganadora  | [ 115 ]         |
| Premios Astra                                           | 2024 | Mejor actor de reparto - Serie de comedia                                                                                                  | Chris Perfetti | Nominado  | [ 115 ]         |
| Premios Astra                                           | 2024 | Mejor actor de reparto - Serie de comedia                                                                                                  | Tyler James Williams | Nominado  | [ 115 ]         |
| Premios Astra                                           | 2024 | Mejor actriz de reparto - Serie de comedia                                                                                                 | Janelle James | Nominada  | [ 115 ]         |
| Premios Astra                                           | 2024 | Mejor actriz de reparto - Serie de comedia                                                                                                 | Lisa Ann Walter | Nominada  | [ 115 ]         |
| Premios Astra                                           | 2024 | Mejor actriz de reparto - Serie de comedia                                                                                                 | Sheryl Lee Ralph | Ganadora  | [ 115 ]         |
| Premios Astra                                           | 2024 | Mejor dirección - Serie de comedia | Randall Einhorn (por «Party») | Ganador   | [ 115 ]         |
| Premios Astra                                           | 2024 | Mejor guion - Serie de comedia | Quinta Brunson (por «Career Day») | Nominada  | [ 115 ]         |
| Premios Astra                                           | 2024 | Mejor actor invitado - Serie de comedia | Bradley Cooper | Nominado  | [ 115 ]         |
| Premios Astra                                           | 2024 | Mejor actriz invitada - Serie de comedia                                                                                                   | Tatyana Ali | Nominada  | [ 115 ]         |
| Premios Astra de Artes Creativas de Televisión          | 2023 | Mejor reparto - Serie de comedia | Abbott Elementary | Nominada  |                 |
| Premios Astra de Artes Creativas de Televisión          | 2023 | Mejor actor invitado - Serie de comedia | Leslie Odom Jr. | Nominado  |                 |
| Premios Astra de Artes Creativas de Televisión          | 2023 | Mejor actriz invitada - Serie de comedia                                                                                                   | Ayo Edebiri | Ganadora  |                 |
| Premios Astra de Artes Creativas de Televisión          | 2023 | Mejor actriz invitada - Serie de comedia                                                                                                   | Taraji P. Henson | Nominada  |                 |
| Premios Black Reel                                      | 2022 | Mejor serie de comedia | «Abbott Elementary» | Ganador   | [ 116 ]         |
| Premios Black Reel                                      | 2022 | Mejor actriz - Serie de comedia | Quinta Brunson | Ganadora  | [ 116 ]         |
| Premios Black Reel                                      | 2022 | Mejor actor - Serie de comedia | Tyler James Williams | Ganador   | [ 116 ]         |
| Premios Black Reel                                      | 2022 | Mejor actriz de reparto - Serie de comedia                                                                                                 | Janelle James | Ganadora  | [ 116 ]         |
| Premios Black Reel                                      | 2022 | Mejor actriz de reparto - Serie de comedia                                                                                                 | Sheryl Lee Ralph | Nominada  | [ 116 ]         |
| Premios Black Reel                                      | 2022 | Mejor dirección - Serie de comedia | Matthew A. Cherry (por «Ava vs. Superintendent») | Ganador   | [ 116 ]         |
| Premios Black Reel                                      | 2022 | Mejor guion - Serie de comedia | Quinta Brunson (por «Pilot») | Ganadora  | [ 116 ]         |
| Premios Black Reel                                      | 2022 | Mejor actor invitado - Serie de comedia | Reggie Hayes | Nominado  | [ 116 ]         |
| Premios Black Reel                                      | 2022 | Mejor actor invitado - Serie de comedia | Orlando Jones | Ganador   | [ 116 ]         |
| Premios de la Crítica Televisiva                        | 2023 | Mejor serie de comedia | «Abbott Elementary» | Ganador   | [ 117 ]         |
| Premios de la Crítica Televisiva                        | 2023 | Mejor actriz – Comedia | Quinta Brunson | Nominada  | [ 117 ]         |
| Premios de la Crítica Televisiva                        | 2023 | Mejor actor de reparto – Comedia | Chris Perfetti | Nominado  | [ 117 ]         |
| Premios de la Crítica Televisiva                        | 2023 | Mejor actor de reparto – Comedia | Tyler James Williams | Nominado  | [ 117 ]         |
| Premios de la Crítica Televisiva                        | 2023 | Mejor actriz de reparto – Comedia | Janelle James | Nominada  | [ 117 ]         |
| Premios de la Crítica Televisiva                        | 2023 | Mejor actriz de reparto – Comedia | Sheryl Lee Ralph | Ganadora  | [ 117 ]         |
| Premios de la Crítica Televisiva                        | 2024 | Mejor serie de comedia | «Abbott Elementary» | Nominada  | [ 118 ]         |
| Premios de la Crítica Televisiva                        | 2024 | Mejor actriz – Comedia | Quinta Brunson | Nominada  | [ 118 ]         |
| Premios de la Crítica Televisiva                        | 2024 | Mejor actriz de reparto – Comedia | Janelle James | Nominada  | [ 118 ]         |
| Premios de la Crítica Televisiva                        | 2024 | Mejor actriz de reparto – Comedia | Sheryl Lee Ralph | Nominada  | [ 118 ]         |
| Premios de la Crítica Televisiva                        | 2025 | Mejor serie de comedia | «Abbott Elementary» | Nominada  | [ 119 ]         |
| Premios de la Crítica Televisiva                        | 2025 | Mejor actriz – Comedia | Quinta Brunson | Nominada  | [ 119 ]         |
| Premios de la Crítica Televisiva                        | 2025 | Mejor actor de reparto – Comedia | Tyler James Williams | Nominado  | [ 119 ]         |
| Premios de la Crítica Televisiva                        | 2025 | Mejor actriz de reparto – Comedia | Janelle James | Nominada  | [ 119 ]         |
| Premios Dorian                                          | 2022 | Mejor serie de comedia | «Abbott Elementary» | Ganadora  | [ 120 ]         |
| Premios Dorian                                          | 2022 | Mejor actriz - Serie | Quinta Brunson | Nominada  | [ 120 ]         |
| Premios Dorian                                          | 2022 | Mejor actriz de reparto - Serie | Janelle James | Nominada  | [ 120 ]         |
| Premios Dorian                                          | 2023 | Mejor serie de comedia | «Abbott Elementary» | Ganadora  | [ 121 ]         |
| Premios Dorian                                          | 2023 | Mejor actriz - Serie de comedia | Quinta Brunson | Nominada  | [ 121 ]         |
| Premios Dorian                                          | 2023 | Mejor actriz de reparto - Serie de comedia                                                                                                 | Janelle James | Nominada  | [ 121 ]         |
| Premios Dorian                                          | 2023 | Mejor actriz de reparto - Serie de comedia                                                                                                 | Sheryl Lee Ralph | Nominada  | [ 121 ]         |
| GLAAD Media Awards                                      | 2023 | Mejor serie de comedia | «Abbott Elementary» | Nominada  | [ 122 ]         |
| Premios Globo de Oro                                    | 2022 | Mejor serie - Comedia o musical | «Abbott Elementary» | Ganador   | [ 123 ]         |
| Premios Globo de Oro                                    | 2022 | Mejor actriz de serie de televisión - Comedia o musical                                                                                    | Quinta Brunson | Ganadora  | [ 123 ]         |
| Premios Globo de Oro                                    | 2022 | Mejor actor de reparto de serie, miniserie o telefilme                                                                                     | Tyler James Williams | Ganador   | [ 123 ]         |
| Premios Globo de Oro                                    | 2022 | Mejor actriz de reparto de serie, miniserie o telefilme                                                                                    | Janelle James | Nominada  | [ 123 ]         |
| Premios Globo de Oro                                    | 2022 | Mejor actriz de reparto de serie, miniserie o telefilme                                                                                    | Sheryl Lee Ralph | Nominada  | [ 123 ]         |
| Premios Globo de Oro                                    | 2023 | Mejor serie - Comedia o musical | «Abbott Elementary» | Nominada  | [ 124 ]         |
| Premios Globo de Oro                                    | 2023 | Mejor actriz de serie de televisión - Comedia o musical                                                                                    | Quinta Brunson | Nominada  | [ 124 ]         |
| Premios Globo de Oro                                    | 2024 | Mejor serie - Comedia o musical | «Abbott Elementary» | Nominada  | [ 125 ]         |
| Premios Globo de Oro                                    | 2024 | Mejor actriz de serie de televisión - Comedia o musical                                                                                    | Quinta Brunson | Nominada  | [ 125 ]         |
| Premios Globo de Oro                                    | 2025 | Mejor serie - Comedia o musical | «Abbott Elementary» | Nominada  | [ 126 ]         |
| Premios Globo de Oro                                    | 2025 | Mejor actriz de serie de televisión - Comedia o musical                                                                                    | Quinta Brunson | Nominada  | [ 126 ]         |
| Premios Gotham                                          | 2022 | Serie Revelación – Formato Corto | «Abbott Elementary» | Nominada  | [ 127 ]         |
| Premios Gotham                                          | 2022 | Actuación Revelación en Nueva Serie | Janelle James | Nominada  | [ 127 ]         |
| Premio Humanitas                                        | 2022 | Mejor guion - Serie de comedia | Quinta Brunson (por «Pilot») | Nominada  | [ 128 ]         |
| Kids' Choice Awards                                     | 2025 | Programa de televisión familiar favorito                                                                                                   | Abbott Elementary | Nominado  | [ 129 ]         |
| Kids' Choice Awards                                     | 2025 | Estrella femenina de televisión favorita (familia)                                                                                         | Janelle James | Nominada  | [ 129 ]         |
| Premios del Sindicato de maquilladores y peluqueros     | 2022 | Mejor maquillaje contemporáneo en una serie de televisión, serie limitada o miniserie de televisión o serie de nuevos medios de televisión | Alisha L. Baijounas, Jenn Bennett, Constance Foe, Emilia Werynska | Nominadas | [ 130 ]         |
| Premios del Sindicato de maquilladores y peluqueros     | 2022 | Mejor peluquería contemporáneo en una serie de televisión, serie limitada o miniserie de televisión o serie de nuevos medios de televisión | Moira Frazier, Dustin Osborne, Christina R. Joseph | Ganadores | [ 130 ]         |
| MTV Movie & TV Awards                                   | 2023 | Mejor actuación cómica | Quinta Brunson | Nominada  | [ 131 ]         |
| Premios Peabody                                         | 2023 | Entretenimiento | «Abbott Elementary» | Ganadora  | [ 132 ]         |
| People's Choice Awards                                  | 2022 | La serie de 2022 | «Abbott Elementary» | Nominado  | [ 133 ]         |
| People's Choice Awards                                  | 2022 | La serie de comedia de 2022 | «Abbott Elementary» | Nominada  | [ 133 ]         |
| People's Choice Awards                                  | 2022 | La estrella femenina de televisión de 2022                                                                                                 | Quinta Brunson | Nominada  | [ 133 ]         |
| People's Choice Awards                                  | 2022 | La estrella de comedia de televisión de 2022                                                                                               | Quinta Brunson | Nominada  | [ 133 ]         |
| Premios Primetime Emmy                                  | 2022 | Mejor serie de comedia | Quinta Brunson, Justin Halpern, Patrick Schumacker, Randall Einhorn, Brian Rubenstein, Scott Sites y Jordan Temple                                                                                            | Nominada  | [ 134 ] [ 135 ] |
| Premios Primetime Emmy                                  | 2022 | Mejor actriz - Serie de comedia | Quinta Brunson | Nominada  | [ 134 ] [ 135 ] |
| Premios Primetime Emmy                                  | 2022 | Mejor actor de reparto - Serie de comedia                                                                                                  | Tyler James Williams | Nominado  | [ 134 ] [ 135 ] |
| Premios Primetime Emmy                                  | 2022 | Mejor actriz de reparto - Serie de comedia                                                                                                 | Janelle James | Nominada  | [ 134 ] [ 135 ] |
| Premios Primetime Emmy                                  | 2022 | Mejor actriz de reparto - Serie de comedia                                                                                                 | Sheryl Lee Ralph | Ganadora  | [ 134 ] [ 135 ] |
| Premios Primetime Emmy                                  | 2022 | Mejor guion - Serie de comedia | Quinta Brunson (por «Pilot») | Ganadora  | [ 134 ] [ 135 ] |
| Premios Primetime Emmy                                  | 2023 | Mejor serie de comedia | Quinta Brunson, Justin Halpern, Patrick Schumacker, Randall Einhorn, Jordan Temple, Brittani Nichols, Josh Greene y Scott Sites                                                                               | Nominada  | [ 136 ]         |
| Premios Primetime Emmy                                  | 2023 | Mejor actriz - Serie de comedia | Quinta Brunson | Ganadora  | [ 136 ]         |
| Premios Primetime Emmy                                  | 2023 | Mejor actor de reparto - Serie de comedia                                                                                                  | Tyler James Williams | Nominado  | [ 136 ]         |
| Premios Primetime Emmy                                  | 2023 | Mejor actriz de reparto - Serie de comedia                                                                                                 | Janelle James | Nominada  | [ 136 ]         |
| Premios Primetime Emmy                                  | 2023 | Mejor actriz de reparto - Serie de comedia                                                                                                 | Sheryl Lee Ralph | Nominada  | [ 136 ]         |
| Premios Primetime Emmy                                  | 2024 | Mejor serie de comedia | Quinta Brunson, Justin Halpern, Patrick Schumacker, Randall Einhorn, Brian Rubenstein, Scott Sites y Jordan Temple                                                                                            | Nominada  | [ 137 ]         |
| Premios Primetime Emmy                                  | 2024 | Mejor actriz - Serie de comedia | Quinta Brunson | Nominada  | [ 137 ]         |
| Premios Primetime Emmy                                  | 2024 | Mejor actor de reparto - Serie de comedia                                                                                                  | Tyler James Williams | Nominado  | [ 137 ]         |
| Premios Primetime Emmy                                  | 2024 | Mejor actriz de reparto - Serie de comedia                                                                                                 | Janelle James | Nominada  | [ 137 ]         |
| Premios Primetime Emmy                                  | 2024 | Mejor actriz de reparto - Serie de comedia                                                                                                 | Sheryl Lee Ralph | Nominada  | [ 137 ]         |
| Premios Primetime Emmy                                  | 2024 | Mejor dirección - Serie de comedia | Randall Einhorn (por «Party») | Nominada  | [ 137 ]         |
| Premios Primetime Emmy                                  | 2024 | Mejor guion - Serie de comedia | Quinta Brunson (por «Career Day») | Nominada  | [ 137 ]         |
| Primetime Creative Arts Emmy Awards                     | 2022 | Mejor casting - serie de comedia | Wendy O'Brien | Ganadora  | [ 138 ]         |
| Primetime Creative Arts Emmy Awards                     | 2023 | Mejor casting - serie de comedia | Wendy O'Brien y Chris Gehrt | Nominados | [ 136 ]         |
| Primetime Creative Arts Emmy Awards                     | 2023 | Mejor peluquería en una serie | Moira Frazier, Dustin Osborne y Christina Joseph (por «Festival») | Nominados | [ 136 ]         |
| Primetime Creative Arts Emmy Awards                     | 2023 | Mejor actriz invitada - Serie de comedia                                                                                                   | Taraji P. Henson (por «Mom») | Nominada  | [ 136 ]         |
| Primetime Creative Arts Emmy Awards                     | 2024 | Mejor casting - serie de comedia | Wendy O'Brien y Chris Gehrt | Nominados | [ 139 ]         |
| Primetime Creative Arts Emmy Awards                     | 2024 | Mejor peluquería en una serie | Moira Frazier, Dustin Osborne y Christina Joseph (por «Mother's Day») | Nominados | [ 139 ]         |
| Premios del Sindicato de Productores de América         | 2023 | Mejor Comedia Episódica | «Abbott Elementary» | Nominada  | [ 140 ]         |
| Premios Satellite                                       | 2024 | Mejor serie de comedia o musical | Abbott Elementary | Nominada  | [ 141 ]         |
| Premios Satellite                                       | 2025 | Mejor serie de comedia o musical | Abbott Elementary | Nominada  | [ 142 ]         |
| Premios Satellite                                       | 2025 | Mejor actriz - Serie de comedia o musical                                                                                                  | Quinta Brunton | Nominada  | [ 142 ]         |
| Premios Satellite                                       | 2025 | Mejor actor de reparto - Serie, miniserie, miniserie o película para televisión                                                            | Chris Perfetti | Nominado  | [ 142 ]         |
| Premios del Sindicato de Actores                        | 2023 | Mejor actriz de televisión - Comedia | Quinta Brunson | Nominada  | [ 143 ]         |
| Premios del Sindicato de Actores                        | 2023 | Mejor reparto de televisión - Comedia | Quinta Brunson, William Stanford Davis, Janelle James, Chris Perfetti, Sheryl Lee Ralph, Lisa Ann Walter y Tyler James Williams                                                                               | Ganadores | [ 143 ]         |
| Premios del Sindicato de Actores                        | 2024 | Mejor actriz de televisión - Comedia | Quinta Brunson | Nominada  | [ 144 ]         |
| Premios del Sindicato de Actores                        | 2024 | Mejor reparto de televisión - Comedia | Quinta Brunson, William Stanford Davis, Janelle James, Chris Perfetti, Sheryl Lee Ralph, Lisa Ann Walter y Tyler James Williams                                                                               | Nominados | [ 144 ]         |
| Premios del Sindicato de Actores                        | 2025 | Mejor actriz de televisión - Comedia | Quinta Brunson | Nominada  | [ 145 ]         |
| Premios del Sindicato de Actores                        | 2025 | Mejor reparto de televisión - Comedia | Quinta Brunson, William Stanford Davis, Janelle James, Chris Perfetti, Sheryl Lee Ralph, Lisa Ann Walter y Tyler James Williams                                                                               | Nominados | [ 145 ]         |
| Premios de la Sociedad de Decoradores de Estados Unidos | 2024 | Mejor logro en decoración/diseño de una serie de una sola cámara de media hora                                                             | Cherie Ledwith, Michael Whetstone | Nominados | [ 146 ]         |
| TCA Awards                                              | 2022 | Programa del año | «Abbott Elementary» | Ganador   | [ 147 ]         |
| TCA Awards                                              | 2022 | Logro excepcional en comedia | «Abbott Elementary» | Ganador   | [ 147 ]         |
| TCA Awards                                              | 2022 | Mejor programa nuevo | «Abbott Elementary» | Ganador   | [ 147 ]         |
| TCA Awards                                              | 2022 | Logro individual en comedia | Quinta Brunson | Ganadora  | [ 147 ]         |
| TCA Awards                                              | 2022 | Logro individual en comedia | Janelle James | Nominada  | [ 147 ]         |
| TCA Awards                                              | 2023 | Programa del año | «Abbott Elementary» | Nominada  | [ 148 ]         |
| TCA Awards                                              | 2023 | Logro excepcional en comedia | «Abbott Elementary» | Nominada  | [ 148 ]         |
| TCA Awards                                              | 2023 | Logro individual en comedia | Quinta Brunson | Nominada  | [ 148 ]         |
| TCA Awards                                              | 2023 | Logro individual en comedia | Janelle James | Nominada  | [ 148 ]         |
| TCA Awards                                              | 2024 | Logro excepcional en comedia | «Abbott Elementary» | Nominada  | [ 149 ]         |
| TCA Awards                                              | 2024 | Logro individual en comedia | Quinta Brunson | Nominada  | [ 149 ]         |
| Premios WGA                                             | 2023 | Mejor serie nueva | Quinta Brunson, Ava Coleman, Riley Dufurrena, Justin Halpern, Joya McCrory, Morgan Murphy, Brittani Nichols, Kate Peterman, Brian Rubenstein, Patrick Schumacker, Justin Tan, Jordan Temple, y Garrett Werner | Nominada  | [ 150 ]         |
| Premios WGA                                             | 2023 | Mejor serie de comedia | Quinta Brunson, Ava Coleman, Riley Dufurrena, Justin Halpern, Joya McCrory, Morgan Murphy, Brittani Nichols, Kate Peterman, Brian Rubenstein, Patrick Schumacker, Justin Tan, Jordan Temple, y Garrett Werner | Nominada  | [ 150 ]         |
| Premios WGA                                             | 2024 | Mejor serie de comedia | Quinta Brunson, Ava Coleman, Riley Dufurrena, Justin Halpern, Joya McCrory, Morgan Murphy, Brittani Nichols, Kate Peterman, Brian Rubenstein, Patrick Schumacker, Justin Tan, Jordan Temple, y Garrett Werner | Nominada  | [ 151 ]         |